# 9. April (dokumentarfilm)
9. April er en dansk dokumentarisk optagelse fra 1946.

## Handling
Mindehøjtidelighed og kransenedlæggelser på gravstene flere steder i landet til ære for de faldne den 9. april 1940. På lydsporet høres Frederik 9.'s tale ved mindehøjtideligheden.